# ورنر فون ایردمانسدورف
ورنر فون ایردمانسدورف (به آلمانی: Werner von Erdmannsdorff) (۲۷ ژوئیه ۱۸۹۱–۵ ژوئن ۱۹۴۵) یکی از ژنرال‌های ورماخت در طول جنگ جهانی دوم بود. او به دلیل خدمات خود صلیب شوالیه صلیب آهنین را دریافت نمود.
ایردمانسدورف به عنوان آخرین فرمانده سپاه ۹۱ نیروی زمینی آلمان در یوگسلاوی، ماه مه ۱۹۴۵ تسلیم سربازان بریتانیا شد. پس از اسارت، به یوگسلاوی مسترد گشت و در ۵ ژوئن ۱۹۴۵ در کنار ژنرال گوستاو فین (سپاه ۱۵ کوهستان)، فریدریش استفان (لشکر ۱۰۴ ییگر) و هاینتس کاتنر (فرمانده منطقه‌ای سارایوو) بدون محاکمه توسط پارتیزان‌های یوگسلاو لیوبلیانا، به قتل رسید.
او برادر بزرگتر ژنرال گوتفرید فون ایردمانسدورف بود که در ژانویه ۱۹۴۶ به اتهام جنایات جنگی در مینسک به دار آویخته‌شد.

## افتخارات
- صلیب شوالیه صلیب آهنین در ۸ مارس ۱۹۴۲ با درجه سرهنگی و فرماندهی هنگ ۳۰ پیاده‌نظام ۳۰ (موتوری) [۲]